# SN 2009er
SN 2009er – supernowa typu Ib odkryta 22 maja 2009 roku w galaktyce A153929+2426. W momencie odkrycia miała maksymalną jasność 17,70m.